# Armando Dini
Armando Dini (ur. 18 lipca 1932 w Mediolanie) – włoski duchowny rzymskokatolicki, w latach 1998-2007 arcybiskup Campobasso-Boiano.

## Życiorys
Święcenia kapłańskie przyjął 5 grudnia 1954. 23 czerwca 1990 został mianowany biskupem Avezzano. Sakrę biskupią otrzymał 9 września 1990. 21 listopada 1998 objął stolicę arcybiskupią Campobasso-Boiano. 8 listopada 2007 przeszedł na emeryturę.